# تل مرجان
تَلِّ مَرجان {{ازبکی|Tallimarjon) یکی از شهرهای ازبکستان است که در شهرستان نشان واقع شده‌است. تل مرجان ۹٬۹۰۰ نفر جمعیت دارد.